# Platan javorolistý

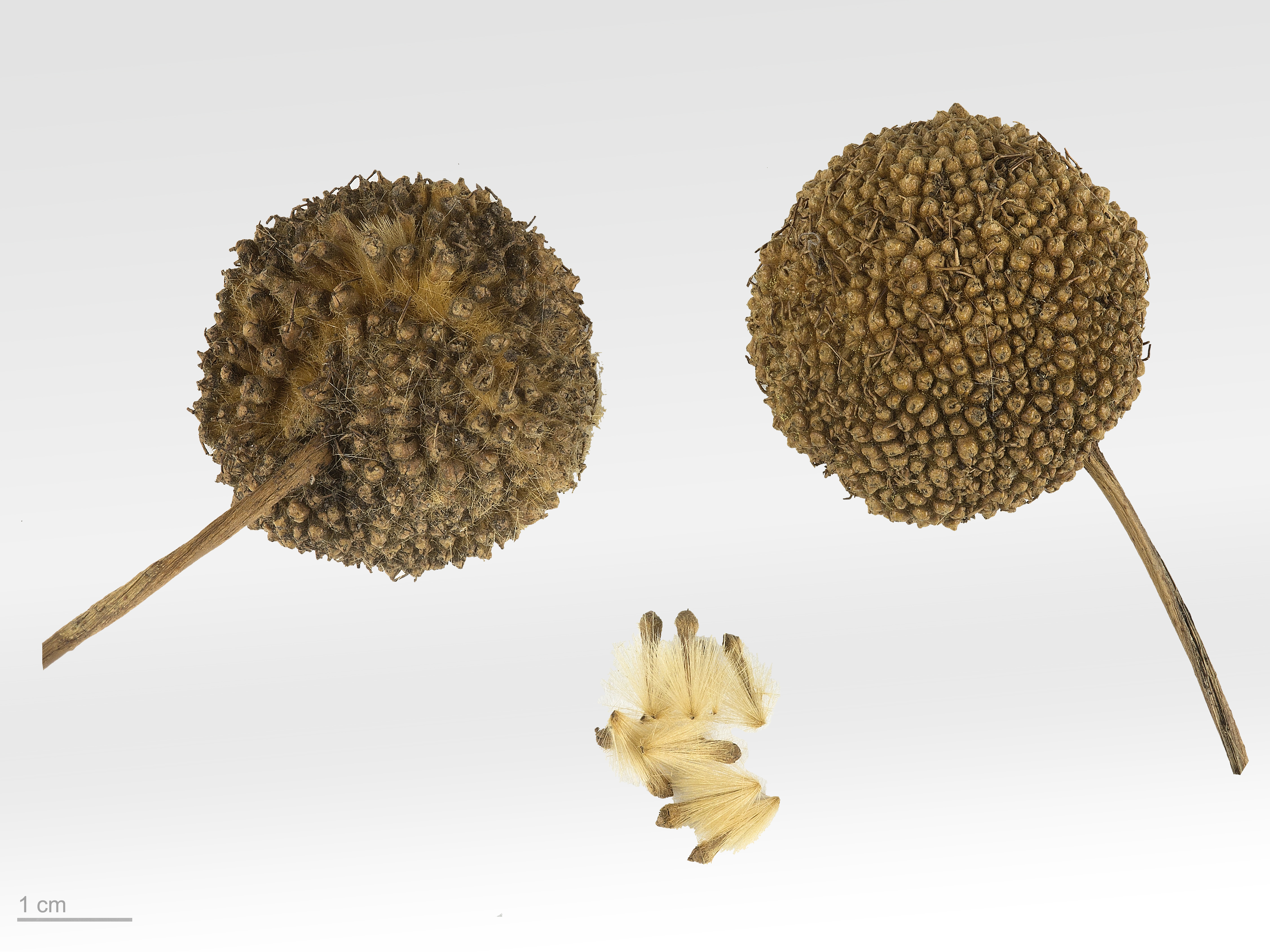
Platanus x hispanica

Platan javorolistý (Platanus × acerifolia, syn. Platanus × hispanica) je mohutný opadavý strom z čeledi platanovitých. Je často pěstovaný jako okrasný strom.

## Popis
Jedná se o mohutný strom, který dosahuje výšky i přes 40 m. Borka je v dolní části kmene odlučná v nápadných pestrobarevných plátech. Listy jsou jednoduché, střídavé, s dlouhými řapíky, čepele jsou relativně velké, nejčastěji 12–25 cm dlouhé a 10–24 cm široké, většinou 5 klané, řidčeji 3 nebo 7 klané, členěné zhruba do poloviny. Listy jsou ale velmi variabilní a to i na stejném stromě. Květy jsou jednopohlavné uspořádané květenství, hustých hlávek, samčí a samičí odděleně v různých hlávkách. Kalich i koruna je velmi nenápadná, šupinovitá. Samičí hlávky bývají po dvou, zřídka jednotlivé nebo po 3. Plodem je nažka (některými autory považovaná za oříšek), nažky jsou uspořádány do hustých plodenství, hlávek, které mají asi 2,5–3 cm v průměru. Na bázi nažky je věneček chlupů, pomocí kterých se nažka šíří větrem (anemochorie). Nažky jsou asi 6–11 mm dlouhé, vrchol nažky je široce kuželovitý s 2–5 mm dlouhým zbytkem čnělky. Počet chromozómů je 2n=42.

## Původ
Původ není zcela vyjasněn. Většina autorů se domnívá, že je hybridního původu, vznikl zkřížením euroasijského druhu platanu východního (Platanus orientalis) a severoamerického platanu západního (Platanus occidentalis). Tomu nasvědčuje intermediární charakter některých znaků. Jiní autoři se domnívali, že se jedná pouze o varietu platanu východního, ostatně tak byl strom původně popsán.

## Význam
Ve střední Evropě i jinde velmi hojně pěstovaná okrasná dřevina. V ČR je to nejčastěji pěstovaný platan a je běžně vysazován do parků a měst.

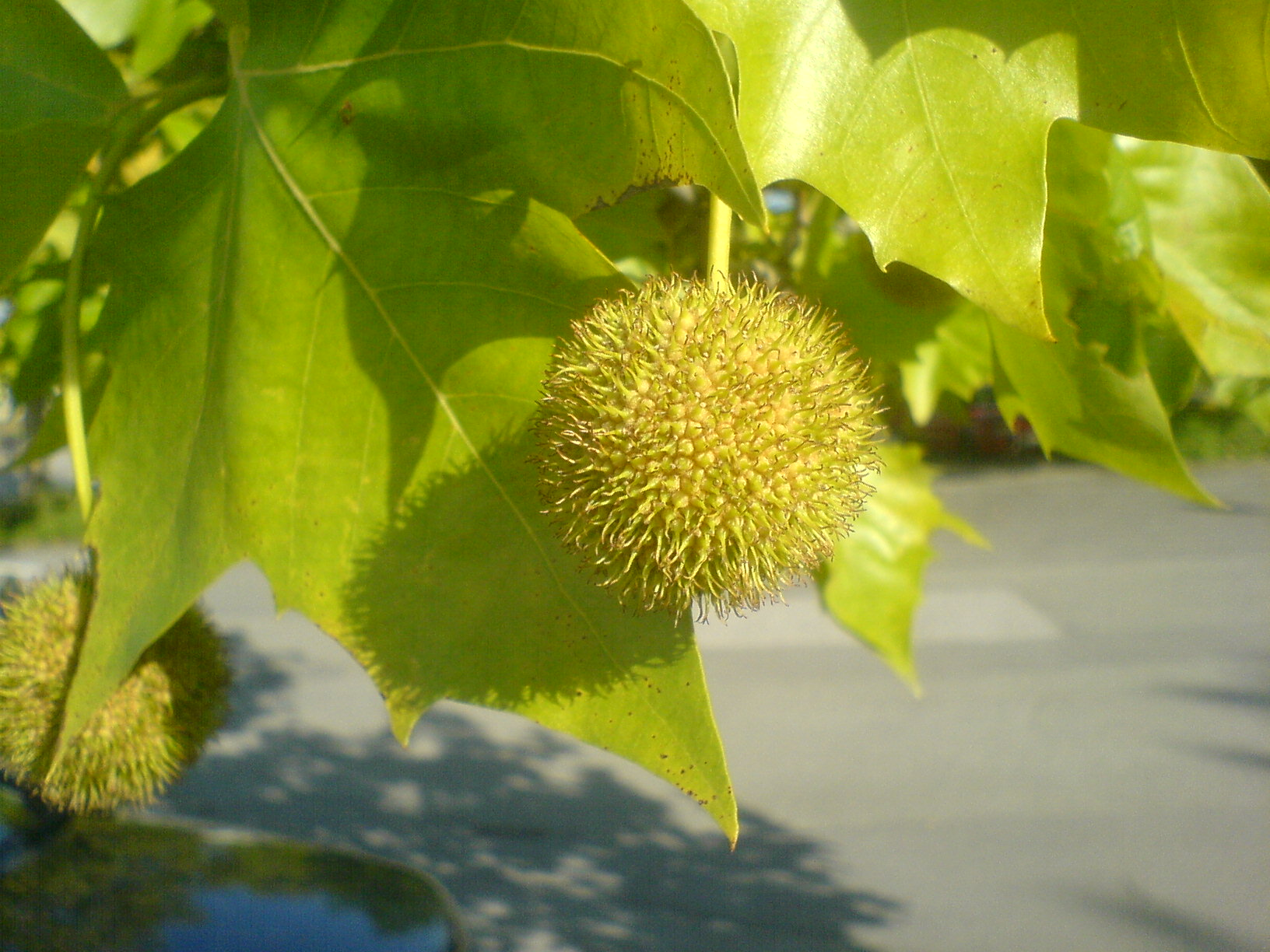
Plodenství platanu javorolistého